# Two Against Nature
Two Against Nature är ett musikalbum av det amerikanska rockbandet Steely Dan, utgivet 29 februari 2000. Det var gruppens första studioalbum sedan Gaucho 1980.
Albumet vann fyra Grammys, bland annat för årets album. Det blev som bäst sexa på Billboard 200 och elva på UK Albums Chart.

## Låtlista
Alla låtar skrivna av Walter Becker och Donald Fagen. 
1. "Gaslighting Abbie" – 5:53
2. "What a Shame About Me" – 5:17
3. "Two Against Nature" – 6:17
4. "Janie Runaway" – 4:09
5. "Almost Gothic" – 4:09
6. "Jack of Speed" – 6:17
7. "Cousin Dupree" – 5:28
8. "Negative Girl" – 5:34
9. "West of Hollywood" – 8:21

## Musiker
- Donald Fagen - Orgel, piano, synth, sång
- Walter Becker - bas, elgitarr
- Tom Barney - bas
- Ted Baker - piano
- Jon Herington - akustisk gitarr, kompgitarr
- Paul Jackson Jr. - elgitarr
- Hugh McCracken - elgitarr
- Dean Parks - elgitarr
- Lawrence Feldman - klarinett, tenorsaxofon
- Amy Helm - vissla
- Michael Hitchcock - trumpet
- Michael Leonhart - trumpet, dirigent
- Lou Marini - altsaxofon
- Chris Potter - altsaxofon, tenorsaxofon
- Jim Pugh - trombon
- Roger Rosenberg - basklarinett, barytonsaxofon
- David Tofani - saxofon
- Keith Carlock - trummor
- Leroy Clouden - trummor
- Vinnie Colaiuta - trummor
- Sonny Emory - trummor
- Ricky Lawson - trummor
- Michael White - trummor
- Gordon Gottlieb - slagverk
- Will Lee - slagverk
- Daniel Sadownick - slagverk, timbales
- David Schenk - vibrafon
- Steve Shapiro - vibrafon
- Cynthia Calhoun - körsång
- Mike Harvey - körsång
- Carolyn Leonhart - körsång

- Producent: Walter Becker och Donald Fagen
- Ljudtekniker: Roger Nichols